# Universidad de Palencia
El Studium Generale de Palencia, popularmente conocido como Universidad de Palencia, estaba situado en la ciudad de Palencia (España). Este studium generale fue el primer centro de enseñanza superior de la España cristiana. Fundada en 1212, en ella se enseñaban Teología y Artes (Trivium y Quadrivium), y sus dos alumnos más célebres fueron Domingo de Guzmán y Pedro González Telmo.
Algunos autores sostienen que fue trasladada a la vecina ciudad de Valladolid tiempo después, si bien otros consideran que la Universidad de Valladolid nació de forma independiente respecto al Estudio General de Palencia. Durante el año 2012, se celebró su 800 aniversario, y está considerada como la primera universidad de España.

## Historia

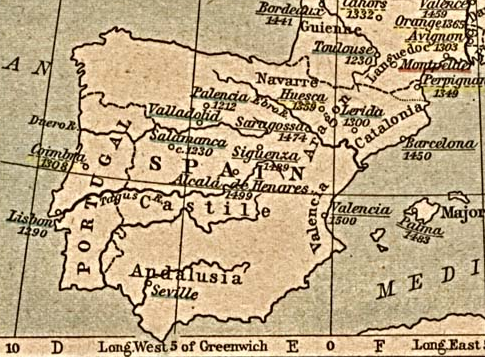
Fundación de Universidades Españolas en la Edad Media. The Historical Atlas de William Robert Shepherd, 1923.

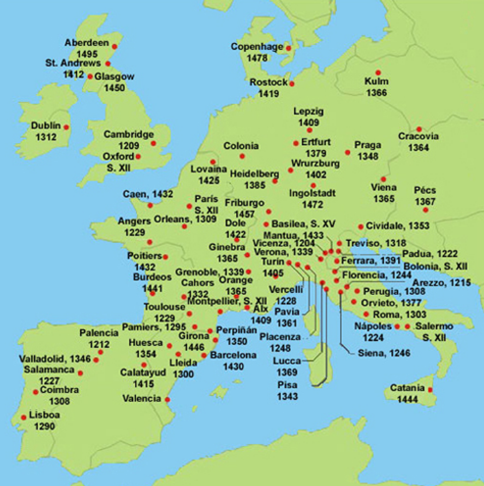
Fundación de Universidades Europeas en la Edad Media.

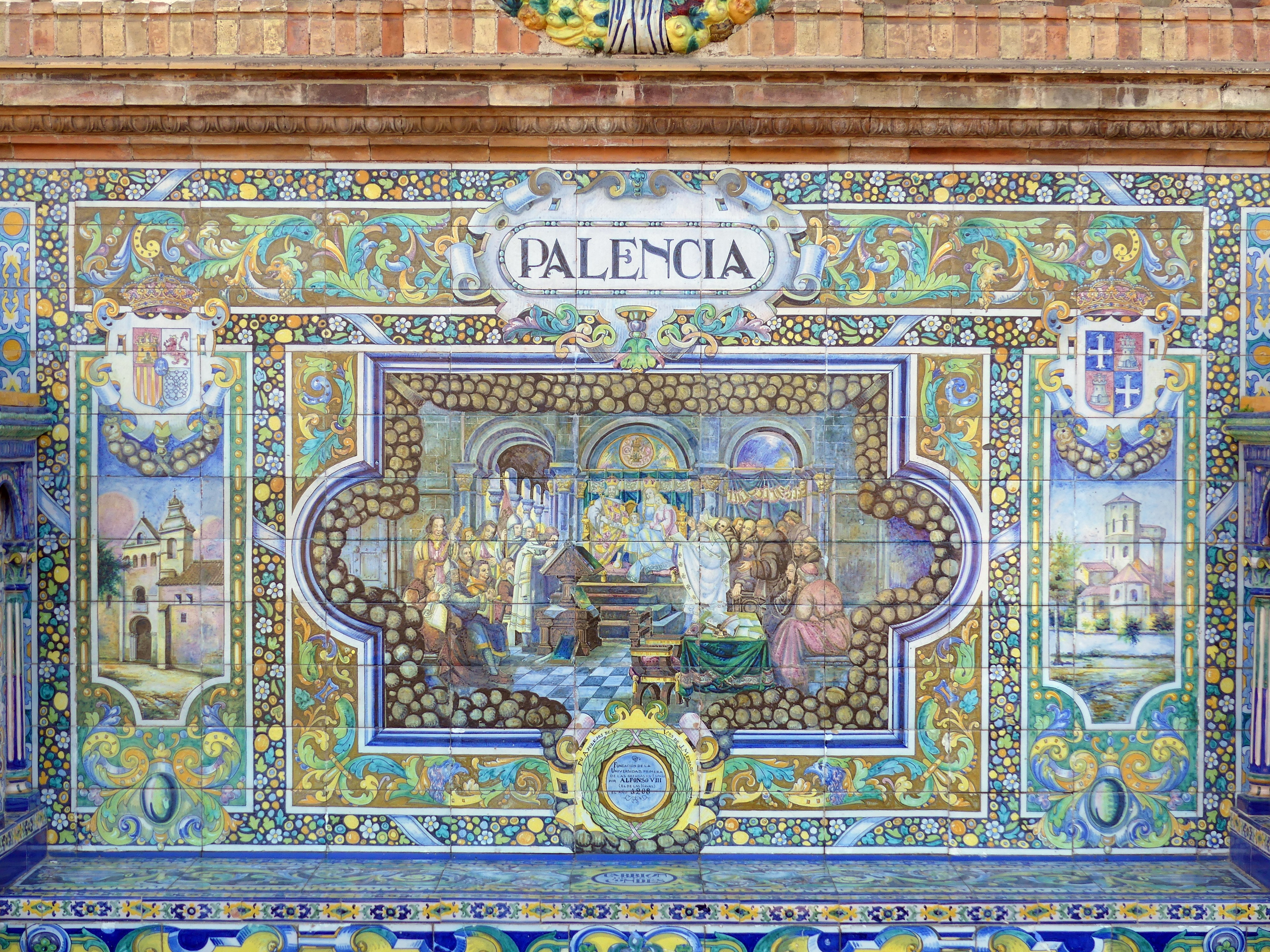
Mural de azulejos con la fundación del Estudio General de Palencia por Alfonso VIII en el banco dedicado a la provincia de Palencia en la Plaza de España de Sevilla. Andalucía, España.

Durante el siglo XIII, el Reino de Castilla, al igual que se estaba haciendo en otros lugares de Europa, favoreció la creación de instituciones de enseñanza participando activamente en su desarrollo. El surgimiento de los Estudios Generales en Castilla fue impulsado por iniciativa de los monarcas, basados en la existencia de escuelas catedralicias.
La fecha de la fundación del studium generale se suele situar entre 1208 y 1212, durante el reinado de Alfonso VIII de Castilla, según algunos autores por iniciativa del obispo electo Tello Téllez de Meneses, y según otros del de Osma Rodrigo Jiménez de Rada,
pero lo cierto es que mucho antes existían ya las escuelas catedralicias  de Palencia. Se tiene constancia de que en ellas estudiaba Santo Domingo de Guzmán allá por el año 1184, y que se han conservado varias lecciones impartidas en Palencia por el maestro Ugolino de Sesso hacia 1196, todo esto antes de la fundación universitaria.
Alfonso VIII de Castilla favoreció enormemente la universidad palentina, dotándola de importantes recursos económicos y contribuyendo a elevar el nivel de la enseñanza impartida en sus aulas con la llegada de maestros extranjeros, sobre todo de Francia e Italia. En este centro universitario la enseñanza se centraba en las artes, la teología y los estudios jurídicos (derecho canónico y derecho civil). Entre los maestros estudiados en la primera época se encontraban Odo de Cheriton, Lanfranco de Pavía, Fornelino y Pedro Lombardo.
Tras el fallecimiento de Alfonso VIII, en 1214, la institución entró en crisis, agravada con el paso de los años. Pese a los esfuerzos del monarca Fernando III de León y de Castilla por revitalizar el centro y la protección del papa Honorio III, esta crisis no pudo evitarse. En el año 1263, cuando la Universidad de Palencia estaba cerca de su desaparición, el papa Urbano IV protagonizó el último esfuerzo por mantenerlo, concediéndole los mismos privilegios con los que contaba la Universidad de París.

## Situación

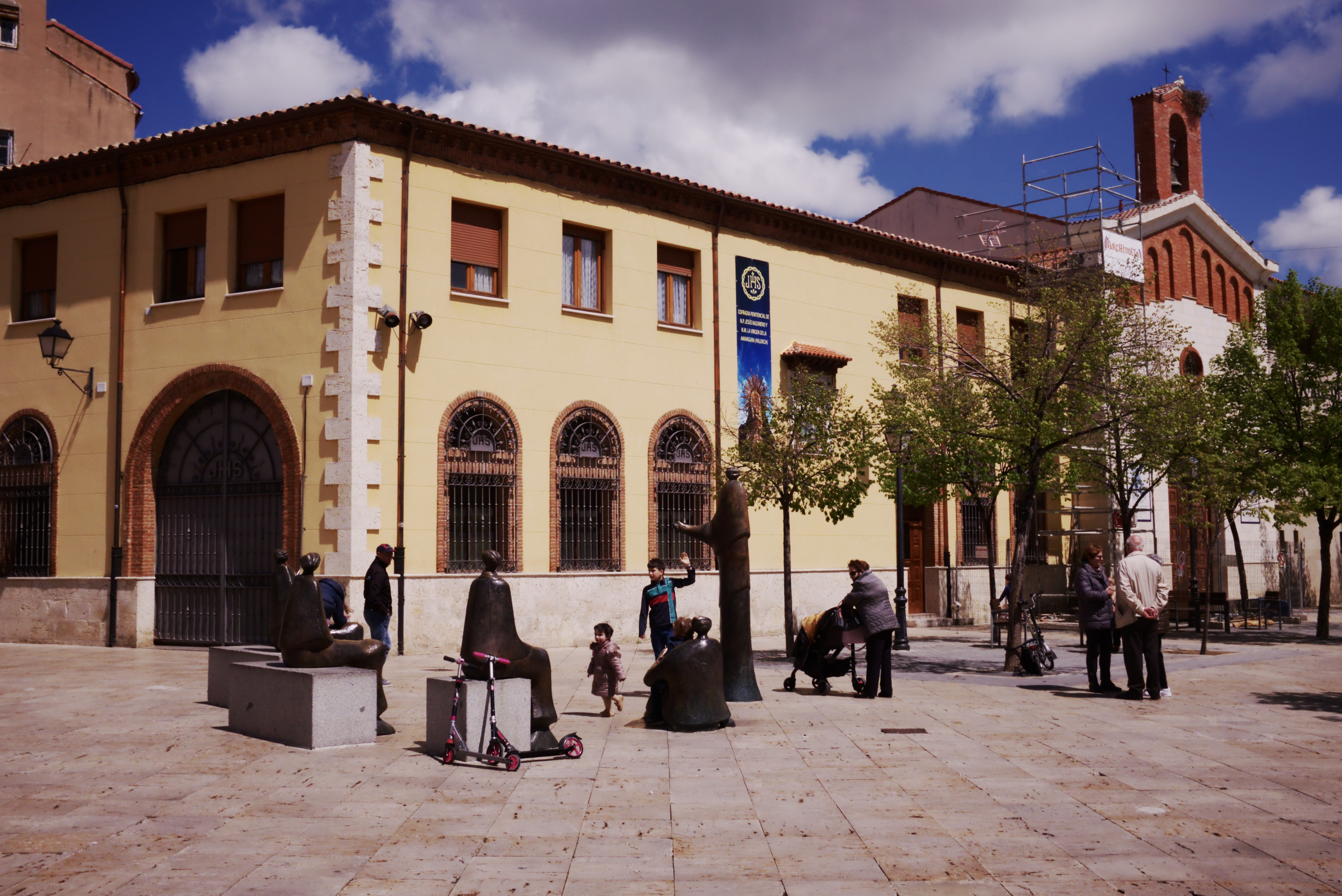
Grupo escultórico en homenaje al antiguo Estudio General en la Plaza de San Pablo.

En la actualidad, no queda ningún resto físico del edificio histórico del Estudio General de Palencia. Existen diversas teorías acerca de su ubicación:
- Por obra de los frailes dominicos se creyó que la casa de la plaza de San Pablo, donde vivió Santo Domingo de Guzmán, era la sede histórica de la primera universidad de España. Este inmueble fue derribado en 1892.
- En cambio, José Luis Sánchez en su libro Las calles de Palencia, establece la ubicación de la Casa del Estudio General en la calle Mayor Antigua, eje principal de la Palencia medieval, esquina con la calle de los Pastores. Esta casa sufrió numerosas reformas durante el siglo XVI, y se describía en 1513 de la siguiente manera: "es la entrada de la puerta de arco de piedra, dentro frontero la dicha puerta está una cátedra donde se lee la gramática, con su escalerita, y dentro están asimismo seis vigas grandes en que se asientan los estudiantes a oír", y en cuanto a la fachada "pintado de figuras, de la una parte San Nicolás y Santo Domingo, y de la otra el precián y el donato, y en medio unas armas". El derribo de este edificio se produjo en 1836.

Existe en la plaza de San Pablo de Palencia un grupo escultórico en homenaje al antiguo Estudio General.